# Biéville
Pour les articles homonymes, voir Biéville (homonymie).
Biéville est une commune française, située dans le département de la Manche en région Normandie, peuplée de 196 habitants.

## Géographie
La commune est aux confins du Pays saint-lois et du Bessin. Son bourg est à 7,5 km à l'ouest de Caumont-l'Éventé, à 10 km au nord-est de Torigni-sur-Vire et à 17 km à l'est de Saint-Lô.
La route départementale no 13 reliant Torigni-sur-Vire au sud-ouest à Caumont-l'Éventé au nord-est borde le sud du territoire. Du bourg, on y accède par la D 291 au sud-ouest qui se prolonge au nord pour rejoindre la D 11 (Saint-Lô - Caumont-l'Éventé) à Vidouville. Au sud du bourg, la D 291 croise la D 190 qui permet un autre accès à la D 13 au sud-est et relie Lamberville à l'ouest. L'accès le plus court à l'A84 est à Saint-Ouen-des-Besaces (échangeur 41) à 10 km au sud, par Dampierre.
Biéville est dans le bassin de la Vire, par son sous-affluent la Drôme qui délimite le territoire à l'est. Deux de ses affluents parcourent le territoire communal : le Cauvin et le ruisseau de Parquet qui marque la limite avec Vidouville au nord.
Le point culminant (160 m) se situe en limite sud-ouest, près du lieu-dit la Cauvillière. Le point le plus bas (82 m) correspond à la sortie de la Drôme du territoire, au nord. La commune est bocagère.
| Lamberville | Saint-Jean-d'Elle (comm. dél. de Vidouville) | La Vacquerie (Calvados)       |
| Lamberville | Biéville                                     | La Lande-sur-Drôme (Calvados) |
| Saint-Amand | Le Perron                                    | Le Perron                     |

### Hydrographie
La commune est située dans le bassin Seine-Normandie. Elle est drainée par la Drôme, un bras de la Drôme, le Cauvin, le cours d'eau 01 de la commune de Biéville, le fossé 01 des Nots, le fossé 02 du Bos et le ruisseau de Parquet,,.
La Drôme, d'une longueur de 58 km, prend sa source dans la commune de Souleuvre en Bocage et se jette  dans l'Aure à Maisons, après avoir traversé 26 communes. 

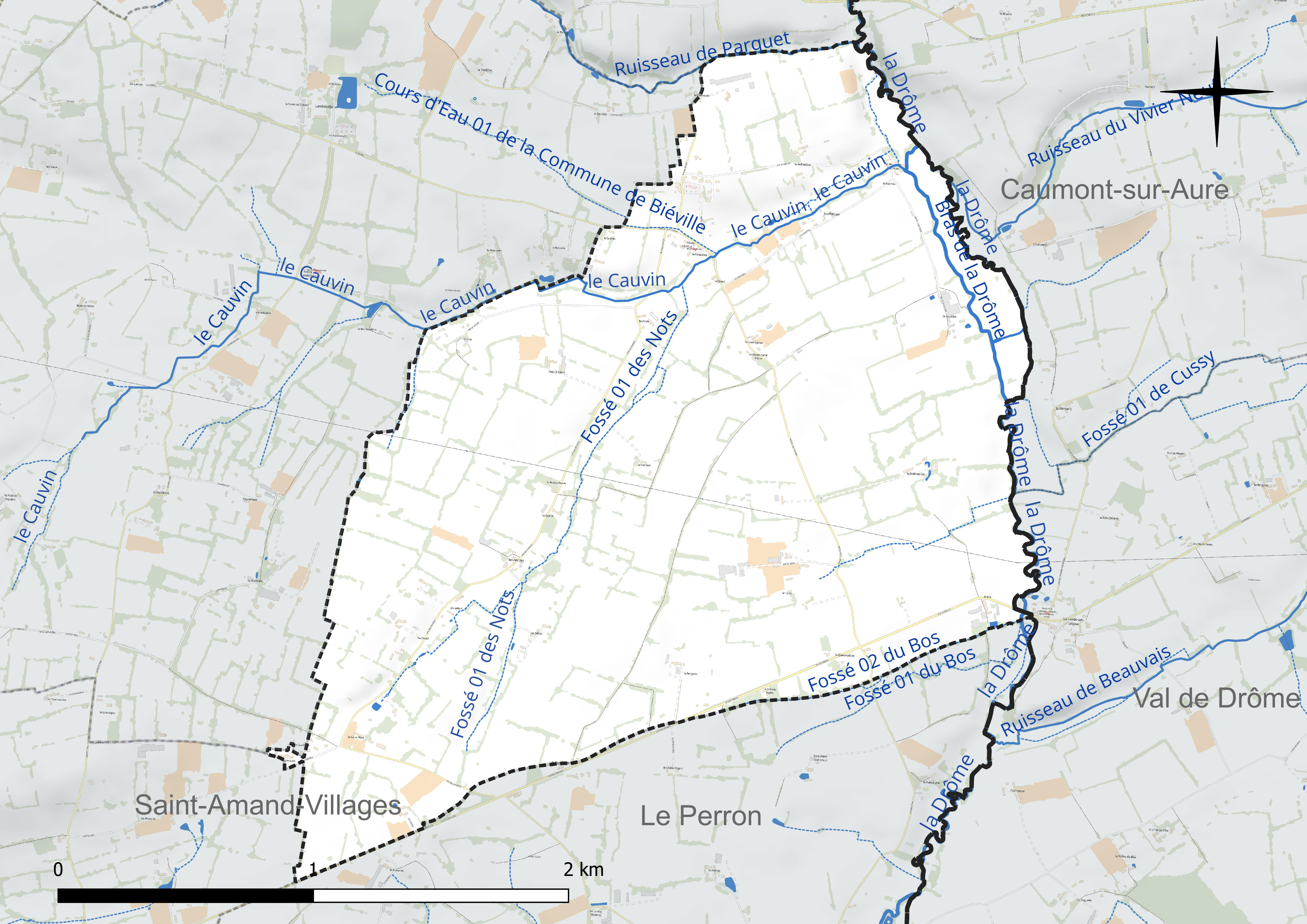
Réseau hydrographique de Biéville.

### Climat
Pour des articles plus généraux, voir Climat de la Normandie et Climat de la Manche.
En 2010, le climat de la commune est de type climat océanique franc, selon une étude du CNRS s'appuyant sur une série de données couvrant la période 1971-2000. En 2020, Météo-France publie une typologie des climats de la France métropolitaine dans laquelle la commune est exposée à un climat océanique et est dans la région climatique  Normandie (Cotentin, Orne), caractérisée par une pluviométrie relativement élevée (850 mm/a) et un été frais (15,5 °C) et venté. Parallèlement le GIEC normand, un groupe régional d'experts sur le climat, différencie quant à lui, dans une étude de 2020, trois grands types de climats pour la région Normandie, nuancés à une échelle plus fine par les facteurs géographiques locaux. La commune est, selon ce zonage, exposée à un « climat contrasté des collines », correspondant au Bocage normand, bien arrosé, voire très arrosé sur les reliefs les plus exposés au flux d'ouest, et frais en raison de l'altitude.
Pour la période 1971-2000, la température annuelle moyenne est de 10,6 °C, avec une amplitude thermique annuelle de 12,3 °C. Le cumul annuel moyen de précipitations est de 899 mm, avec 13,6 jours de précipitations en janvier et 8,1 jours en juillet. Pour la période 1991-2020, la température moyenne annuelle observée sur la station météorologique la plus proche, située sur la commune de Caumont-sur-Aure à 6 km à vol d'oiseau, est de 11,3 °C et le cumul annuel moyen de précipitations est de 914,1 mm,. Pour l'avenir, les paramètres climatiques de la commune estimés pour 2050 selon différents scénarios d'émission de gaz à effet de serre sont consultables sur un site dédié publié par Météo-France en novembre 2022.

## Urbanisme

### Typologie
Au 1er janvier 2024, Biéville est catégorisée commune rurale à habitat très dispersé, selon la nouvelle grille communale de densité à sept niveaux définie par l'Insee en 2022.
Elle est située hors unité urbaine. Par ailleurs la commune fait partie de l'aire d'attraction de Saint-Lô, dont elle est une commune de la couronne,. Cette aire, qui regroupe 63 communes, est catégorisée dans les aires de 50 000 à moins de 200 000 habitants,.

### Occupation des sols
L'occupation des sols de la commune, telle qu'elle ressort de la base de données européenne d'occupation biophysique des sols Corine Land Cover (CLC), est marquée par l'importance des territoires agricoles (100 % en 2018), une proportion identique à celle de 1990 (100 %). La répartition détaillée en 2018 est la suivante : prairies (66,5 %), terres arables (31,5 %), zones agricoles hétérogènes (2 %). L'évolution de l'occupation des sols de la commune et de ses infrastructures peut être observée sur les différentes représentations cartographiques du territoire : la carte de Cassini (XVIIIe siècle), la carte d'état-major (1820-1866) et les cartes ou photos aériennes de l'IGN pour la période actuelle (1950 à aujourd'hui).

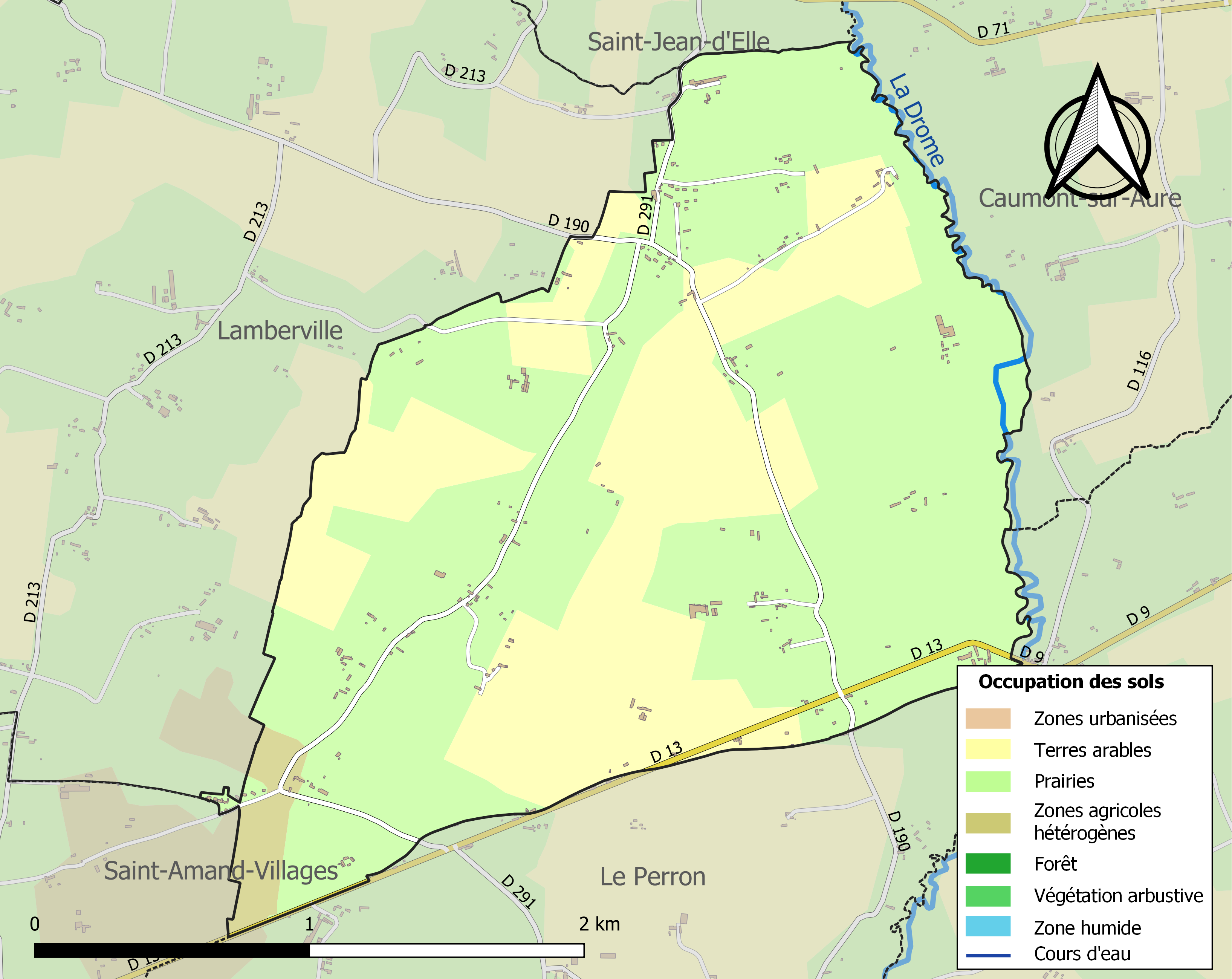
Carte des infrastructures et de l'occupation des sols de la commune en 2018 (CLC).

## Toponymie
Le nom de la localité est attesté sous les formes Bieuville en 1308, Biuville en 1316, ecclesia de Bievilla vers 1350.
Le toponyme Biéville pourrait dériver de l'anthroponyme germanique Boia. Le latin villa qui a évolué en ville en ancien français, dans le sens de « domaine rural », est présent dans de nombreux toponymes.
Le gentilé est Biévillais.

## Histoire
Le seigneur du lieu avait le patronage de l'église. La dîme était partagée entre le curé du village et l'abbaye Saint-Léger de Préaux.

## Politique et administration
| Période                                  | Période    | Identité        | Étiquette | Qualité            |
| ---------------------------------------- | ---------- | --------------- | --------- | ------------------ |
| 1971                                     | mars 2001  | Louis Ledunois  | SE        | Artisan en scierie |
| mars 2001                                | avril 2014 | Louis Debieu    | SE        | Agriculteur        |
| avril 2014                               | En cours   | Philippe Briard | SE        | Agriculteur        |
| Les données manquantes sont à compléter. |            |                 |           |                    |

Le conseil municipal est composé de onze membres dont le maire et un adjoint.

## Démographie
L'évolution du nombre d'habitants est connue à travers les recensements de la population effectués dans la commune depuis 1793. Pour les communes de moins de 10 000 habitants, une enquête de recensement portant sur toute la population est réalisée tous les cinq ans, les populations de référence des années intermédiaires étant quant à elles estimées par interpolation ou extrapolation. Pour la commune, le premier recensement exhaustif entrant dans le cadre du nouveau dispositif a été réalisé en 2007.
En 2022, la commune comptait 196 habitants, en évolution de +3,7 % par rapport à 2016 (Manche : −0,31 %, France hors Mayotte : +2,11 %).
Biéville a compté jusqu'à 452 habitants en 1806.
| 1793 | 1800 | 1806 | 1821 | 1831 | 1836 | 1841 | 1846 | 1851 |
| ---- | ---- | ---- | ---- | ---- | ---- | ---- | ---- | ---- |
| 385  | 331  | 452  | 437  | 410  | 409  | 411  | 388  | 399  |

| 1856 | 1861 | 1866 | 1872 | 1876 | 1881 | 1886 | 1891 | 1896 |
| ---- | ---- | ---- | ---- | ---- | ---- | ---- | ---- | ---- |
| 393  | 406  | 402  | 402  | 383  | 390  | 362  | 359  | 295  |

| 1901 | 1906 | 1911 | 1921 | 1926 | 1931 | 1936 | 1946 | 1954 |
| ---- | ---- | ---- | ---- | ---- | ---- | ---- | ---- | ---- |
| 304  | 307  | 288  | 282  | 284  | 274  | 255  | 224  | 234  |

| 1962 | 1968 | 1975 | 1982 | 1990 | 1999 | 2006 | 2007 | 2012 |
| ---- | ---- | ---- | ---- | ---- | ---- | ---- | ---- | ---- |
| 215  | 176  | 159  | 149  | 145  | 146  | 163  | 165  | 189  |

| 2017 | 2022 | - | - | - | - | - | - | - |
| ---- | ---- | - | - | - | - | - | - | - |
| 189  | 196  | - | - | - | - | - | - | - |

## Culture locale et patrimoine

### Lieux et monuments
- Église Saint-Pierre d'origine romane (XIIe – XVIIIe siècles) avec ses modillons et corniche (XIIe), et sa tour-porche coiffée en bâtière en façade. Elle abrite une chasuble, étole, manipule, bourse de corporal, voile de calice (XVIIIe) classée au titre objet aux monuments historiques. Sont également conservés un maître-autel de la fin du XVIIIe, des fonts baptismaux (XVIe), une statue de saint Pierre (XVIe), un groupe sculpté saint Mathurin (XVIe), ainsi qu'une verrière de Sagot[34].
- Croix de cimetière (XVIe siècle).
- Ferme de la Malherbière, construite au XIXe siècle en lieu et place d'un ancien manoir. On y accédait par un pont, la propriété étant entourée de douves. Elle ne se visite pas.

Pour mémoire
- Chapelle de la Malherbière.

### Activité et manifestations
Tous les deux ans, le comité des fêtes organise sa fête patronale.

### Personnalités liées à la commune
- Le coureur cycliste Gaston Rousseau, est né dans la commune en 1925.